# Bernòs e Baulac
Bernòs e Baulac (en francès Bernos-Beaulac) és un municipi francès situat al departament de la Gironda i a la regió de la Nova Aquitània.

## Demografia
| 1962                                       | 1968  | 1975  | 1982 | 1990   | 1999  | 2007  |
| ------------------------------------------ | ----- | ----- | ---- | ------ | ----- | ----- |
| 1.039                                      | 1.050 | 1.023 | 939  | .1.020 | 1.071 | 1.075 |
| Des de 1962: població sense dobles comptes |       |       |      |        |       |       |

## Administració
| Període | Identitat       | Partit |
| ------- | --------------- | ------ |
| 2001-   | Philippe Courbe | PS     |

## Agermanaments
- Huércanos